# Flughafen Kasarman

i8
i11
i13
Der Flughafen Kasarman (kirgisisch Казарман аэропорту, russisch Казарманский аэропорт, ICAO-Code: UAFZ, RU-LID: КЗМ) ist der Flughafen des Dorfs Kasarman in Kirgisistan. 

## Geschichte
Der Flughafen wurde in den 1940ern als eine Landebahn für Goldgräber erbaut.

## Fluggesellschaften und Ziele
TezJet Air bedient von hier saisonal Bischkek und Dschalal-Abad.

## Zwischenfälle
Am 29. Juni 1983 verunglückte eine Jakowlew Jak-40 der Aeroflot, die von Kasarman abgehoben hatte, durch einen Downburst. Das Flugzeug musste abgeschrieben werden, alle neun Insassen überlebten.